# 1054. grenadirski polk (Wehrmacht)
1054. grenadirski polk (izvirno nemško 1054. Grenadier-Regiment; kratica 1054. GR) je bil pehotni polk Heera v času druge svetovne vojne.

## Zgodovina
Polk je bil ustanovljen 1. februarja 1944 kot del 85. pehotne divizije in uničen marca 1945. Istega leta je bil ponovno ustanovljen.